# 延壽寺 (兵庫県市川町)
延壽寺（えんじゅじ）は、兵庫県神崎郡市川町にある、日蓮宗の寺院である。旧本山は、朝日山妙見寺。親師法縁。

## 縁起
延壽寺の開基は真性院観法日浄居士（俗名堀太三郎）開山は浄徳院日常上人（俗名堀桓房）である。
堀家には往昔より地神と称する1社頭が有り。霊験あらたかで利益を受ける人多くあり。開山桓房上人10歳にして、病魔の犯すところとなり、医薬を尽くすが完治無し、当時霊感素晴らしいとの評判高き、滝野妙見寺開山恵城院日薫上人を堀家に曲招し、ご祈祷1週間。上人の曰「堀家の地神は高貴な武士児島高徳なり。法華経により世に出たし」この法説を聞いた実父太三郎は禅家の念珠を断ち、日蓮宗に帰依し地神を児島大将軍として法華経により明治32年8月26日堀家に勧請する。
この功徳によって開山桓房上人の難病もたちどころに平癒し、実父の信仰と児嶋大将軍のご守護に導かれ、厳寒30日間市川の結氷を破り寒水行20数年及び大信力を得た桓房上人、大正14年2月20日36歳にして上岩日啓寺大西桓城上人について祝髪し、同年5月1日児嶋大将軍木像を開眼、日蓮宗高徳院教会所を設立。先ず寺の中心となる一字一石の宝塔を昭和5年建立、次に信徒の足を伸ばせる場所を同7年建築す。昭和10年本堂庫裡の完成、10年5月2日入佛式、16年山門土塀が完成し、寺観を整え昭和17年3月14日寺号公称『高徳山延壽寺』として発足した。

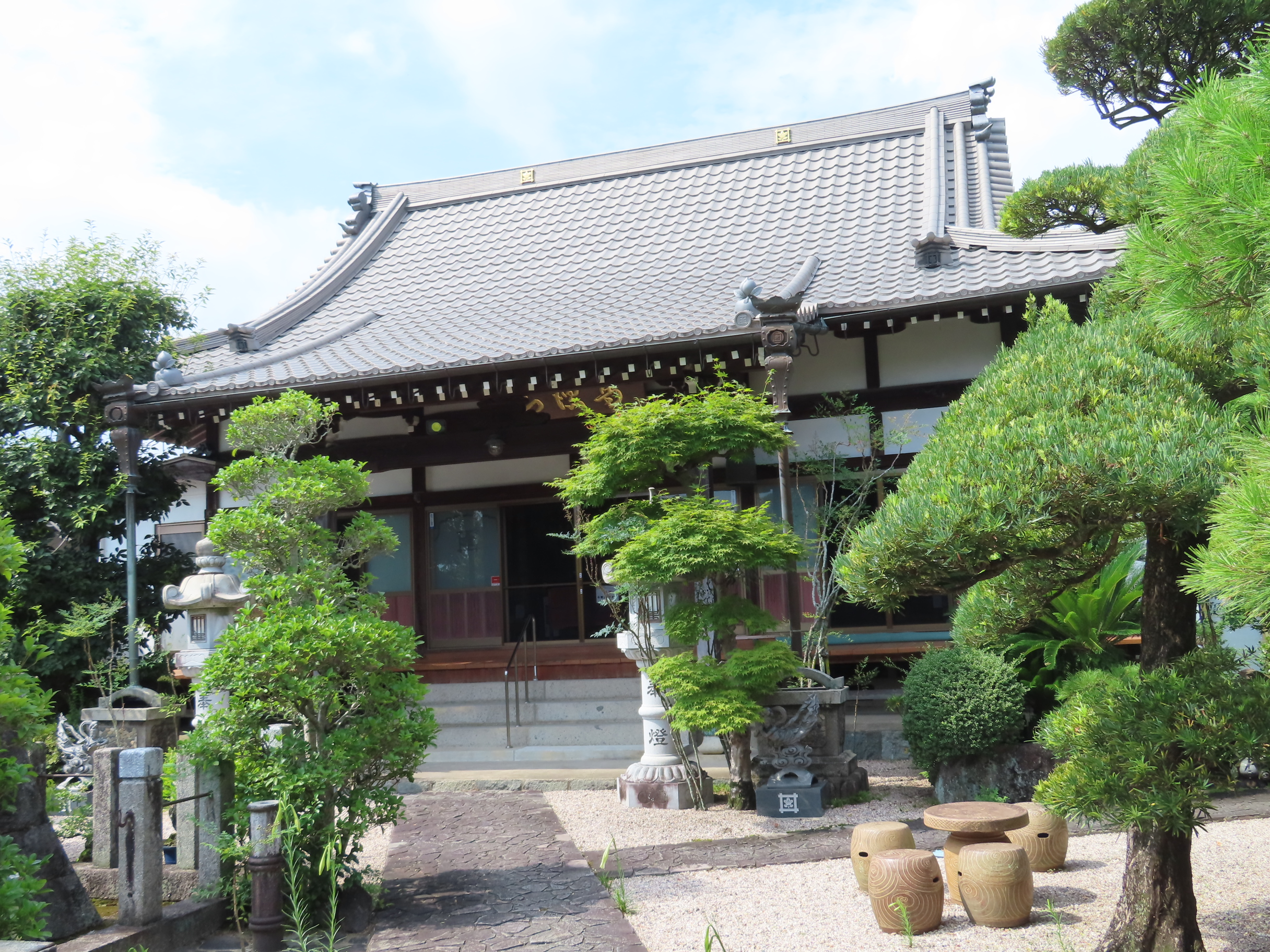
本堂（2022年8月）

## 一字一石の宝塔
この宝塔は、開山上人の霊感により掘り出された。
縁起にあるように、先ず寺院建立の基礎となる宝塔石を探すこととなった。
開山上人に先導された信徒十数名は、約4㎞北になる上岩南野（神河町上岩栃ケ峰）の中腹まで導かれ、開山上人が指し示した石は1ｍほど、しかも山腹なのに川石であった。全員が、こんな小さい石が……掘っても掘っても石の下が出てこない。みんな口も聞かず掘り続けたそうである。
今では、薄暮になると正面に観音像が浮かび上がる不思議な石である。

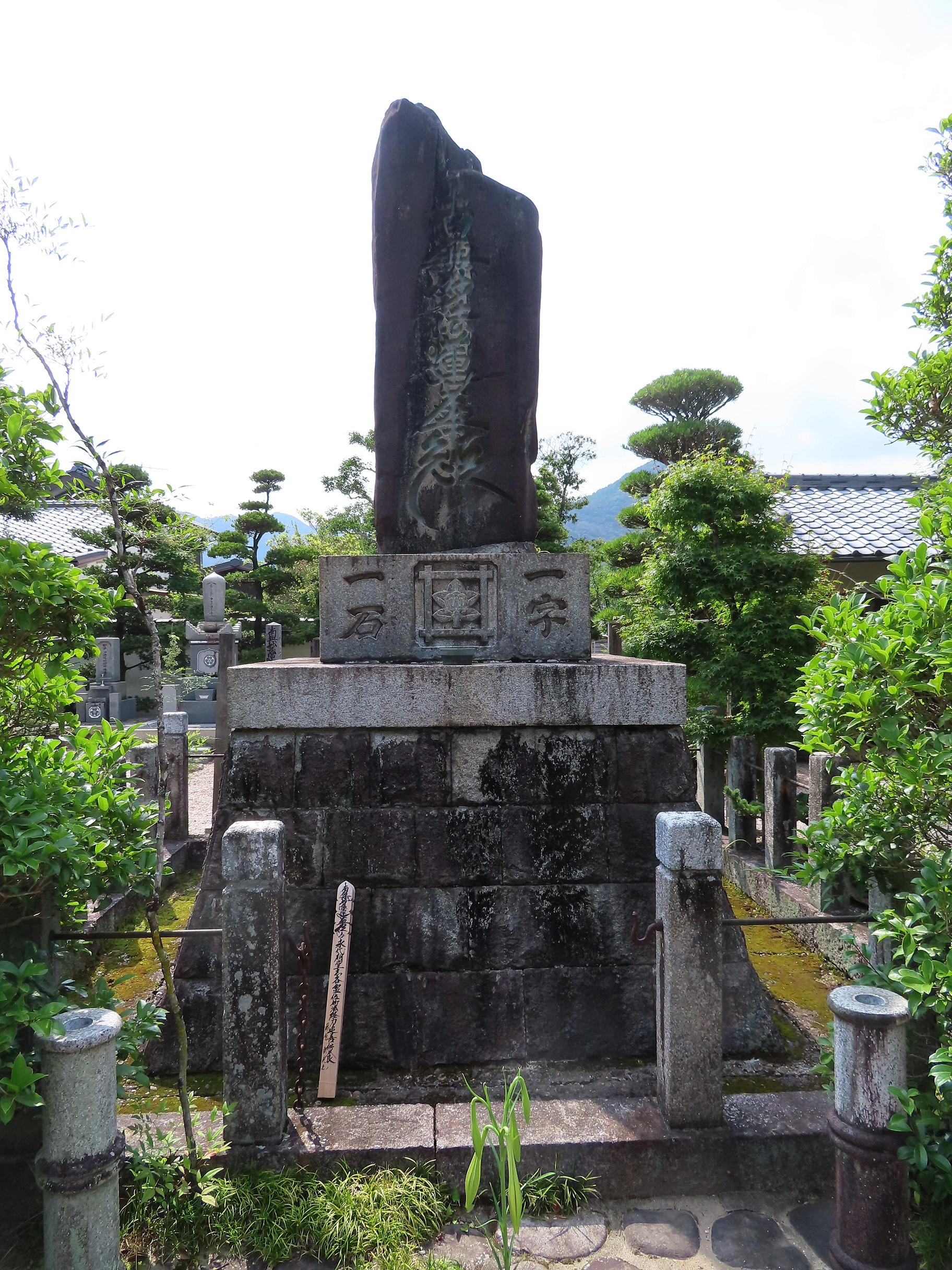
一字一石の宝塔（2022年8月）

## 堀家について
堀家は、因幡の国（鳥取県天徳寺に堀家先祖の墓地がある）池田輝政の四男輝澄の家老として仕えた。輝澄の移動に伴い因州（兵庫県宍粟市）山崎藩をへて、神西郡福本藩（兵庫県神崎郡神河町）で定着。後に400石を受領し4km南・屋形に分家（地区内宝樹寺に池田家と堀家の墓地が残されている）している。
元禄年間に入りこの地より2km北西の沢に移り作り酒屋を始め成功し、大庄家として君臨、和田山より姫路へ下るには、必ず堀家の土地を通らねばならないほどの大地主であった。
この敷地内の竹藪の中に堀家の地神として祭られていたのが、縁起の中の児島高徳公である。おそらくこの土地を求めたときにはすでにこのホコラはあったのだろう。歴史研究家によると「この宝篋印塔は非常に古い形をしてる」そうである。
この竹藪は戦後まもなく食糧難のため開墾されホコラも取り壊されてしまった。

## 交通アクセス
鉄道JR播但線鶴居駅より徒歩20分
自動車中国自動車道福崎インター→播但連絡自動車道市川北インター出口より1分